# (16264) Richlee
(16264) Richlee (2000 JH40) – planetoida z pasa głównego asteroid okrążająca Słońce w ciągu 4,31 lat w średniej odległości 2,65 j.a. Odkryta 7 maja 2000 roku.